# Arri PL
El Arri PL es un sistema de montura de objetivo desarrollado por la empresa Arri para el uso de cámaras de cine de 16 mm y 35 mm. El PL proviene de "positive lock" ("bloqueo positivo"). Es la sucesora de la montura de bayoneta Arri, sin embargo, a diferencia de la montura de bayoneta, es incompatible con la mayoría de lentes Arri, debido al mayor diámetro (esto se puede rectificar con un adaptador de forma relativamente fácil, ya que la distancia focal de brida es idéntica).
El soporte contiene cuatro puntas que contienen una muesca hacia el centro. Cualquiera de estas cuatro muescas se pueden utilizar para alinear la montura a un pasador de posicionamiento situado a unos 45 grados en sentido horario, desde la parte superior de la montura de objetivo de la cámara. Esto significa que el objetivo puede ser orientado en cualquiera de las cuatro configuraciones diferentes, lo que puede ser decidido por factores tales como la posición de enfoque extractor, posición de la cámara, y la preferencia de trabajar con metros o pies (si una lente tiene diferentes indicadores de línea en cada lado). El soporte está bloqueado en su lugar mediante un anillo de bloqueo de fricción que, en conjunto con las cuatro puntas de la brida, crea un asiento de ojbetivo muy fuerte. Esto se ha convertido en un factor crucial en los últimos años, grandes objetivos con capacidad de zum, las longitudes focales más largas o grandes lentes han aumentado la necesidad de estabilidad de montaje.
La montura de la Arri PL ha sido un gran éxito desde que fue lanzado por primera vez en Photokina 1982.